# Würzburger Domsingknaben

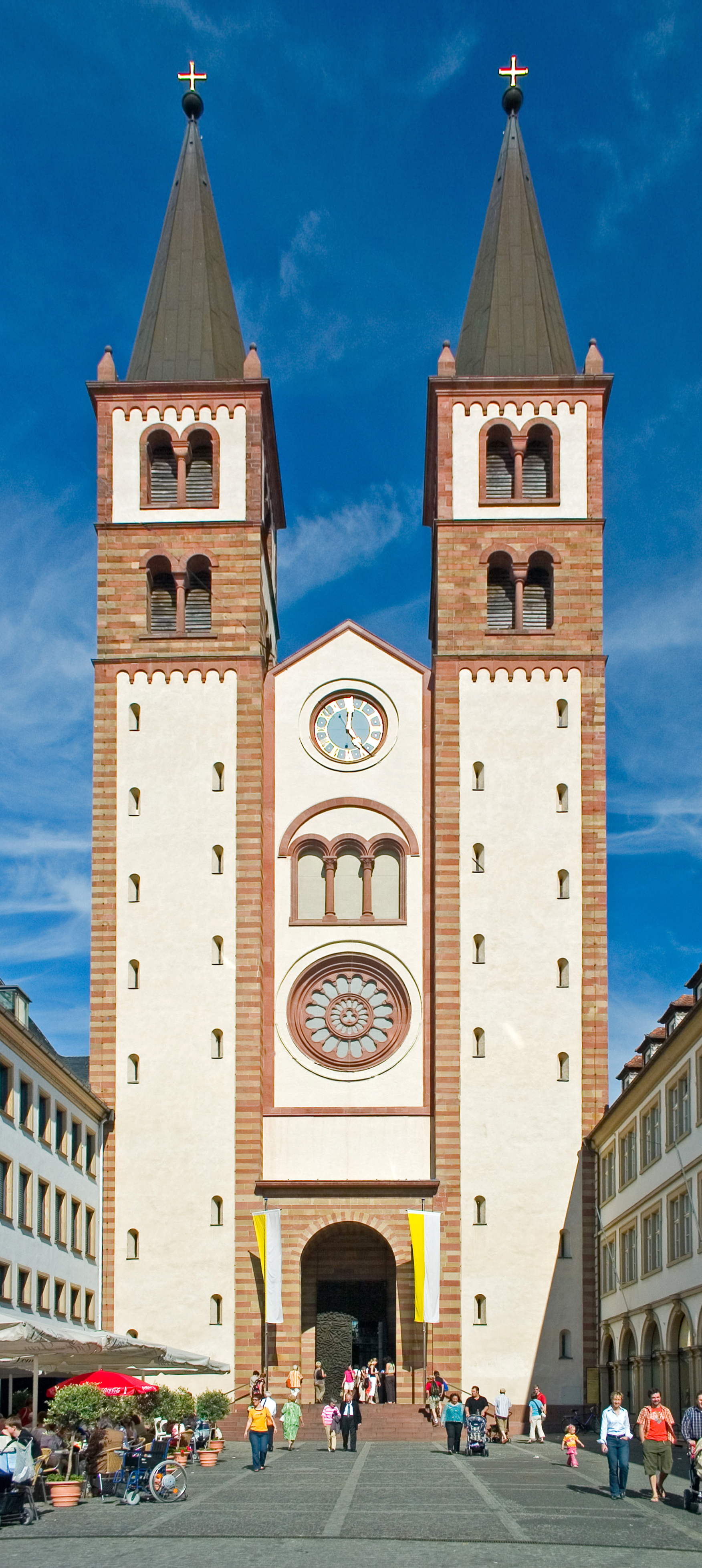
Der Kiliansdom in Würzburg

Die Würzburger Domsingknaben sind ein Knabenchor aus Würzburg in Bayern und gehören zu den traditionsreichsten deutschen Kathedralchören. Die lange Tradition des Knabenchorgesanges am Würzburger Dom reicht wahrscheinlich bis in die Zeit der Gründung des Bistums im Jahr 742 zurück. Im beginnenden 19. Jahrhundert ging diese Tradition verloren.
Seit ihrer Wiederbegründung 1961 haben die Würzburger Domsingknaben einen festen Platz in der Liturgie des Domes und sind zum wichtigen Bestandteil des Kulturlebens der Stadt und der Region geworden. Die Knaben und jungen Männer erhalten am Würzburger Dom eine hervorragende und zugleich kostenfreie vokale Ausbildung. Zugleich finden sie eine Gemeinschaft, in der christliche Werte das musikalische und soziale Miteinander prägen. Die Sensibilität der Menschen für die Musik und die Werte der christlichen Gemeinschaft zu wecken – dieser Grundsatz leitet seit fünfzig Jahren alle Aktivitäten der Würzburger Dommusik.
Konzertreisen führten die Würzburger Domsingknaben bisher nach Australien, Nordamerika, Südafrika, Polen, Tschechien, Irland, Italien, Österreich und in das Vereinigte Königreich.
Die Würzburger Domsingknaben sind Mitglied im Deutschen Chorverband Pueri Cantores.
Am 6. Februar 2011 gestalteten die aktiven Domsingknaben und ein Chor von Ehemaligen (darunter zwei Vertreter des Urchores von 1961) ein Pontifikalamt im Würzburger Dom, das anlässlich des 50. Gründungsjubiläums gefeiert wurde. Dabei wurde die Messe von Charles-Marie Widor Opus 36 für zwei Chöre und zwei Orgeln aufgeführt. Sie war Teil des zweitägigen Festprogramms, an dem auch die Schwester des Gründers Franz Fleckenstein und der ehemalige Domkapellmeister Siegfried Koesler teilnahmen.

## Chorleiter
- Richard Schömig (um 1948, Theologe, Domkapellmeister für Chorallehre)[1]
- Franz Fleckenstein (1961–1971)
- Siegfried Koesler (1971–2002)
- Martin Berger (2002–2013)
- Christian Schmid (2013–2022)
- Alexander Rüth (2022–2024)
- Julian Beutmiller (seit 2024)